# Азот
Азот (симбол N, лат. nitrogenium) је неметал са атомским бројем 7. У периодном систему налази се у A групи и 2. периоди. Спада у неметале. У елементарном облику азот постоји искључиво у облику двоатомских молекула (динитроген). Са 78% удела је један од основних састојака ваздуха. У Земљиној кори неоргански азот се ретко јавља у једињењима; изузетак су депозити шалитре. Његова заступљеност на Земљи износи 0,0019%. Стабилни изотопи су му 14N и 15N. Азот сачињава 78% атмосфере.
Током еволуције у екосистемима се формирао циклус азота: као основни састојак бјеланчевина и многих других природних супстанци, азот је незамјењив за жива бића, а она у својим енергетски интензивним животним процесима (као што је фиксирање азота) вежу и претварају у биорасположиви азот. То се на пример дешава под утицајем ензима у такозваном жељезо-сумпорном кластеру, који је кофактор ензима нитрогеназе.

## Име
Словенски назив за азот је душник или душик, и овај елемент име је добио по томе што гуши (души) дисање и пламен, а слично порекло има и грчка реч  - који не подржава живот. Латинско име nitrogen изведено је из старогрчког  — „сода”, „шалитра”, и  — „порекло”.

## Историја
Природна хемијска једињења азота, као што су нитрати и соли амонијака, била су позната се још у античког доба када су их користили углавном алхемичари. Обе врсте једињења се могу, поред својих природних налазишта као минерали, добити и из излучевина. Тако, на пример, стари Египћани су добијали амонијум хлорид (салмијак) из девиног измета, а шалитра се дуго времена добијала од тла сакупљеног из штала.
Карл Вилхелм Шиле је 1771. године доказао да је азот основни састојак ваздуха. Чисти амонијак први пут је добио енглески хемичар Џозеф Пристли 1774. године. Све до почетка 20. века шалитра је била једини знатан извор азотних једињења. Након увођења Франк–Каровог процеса (добијања калцијум цијанамида које су развили Адолф Франк и Никодем Каро) први пут је успешно искориштен азот из ваздуха. За добијање азотне киселине Кристијан Биркеланд и Сам Ајд развили су процес назван по њима Биркеланд-Ајдеов процес. Овај процес је врло брзо превазиђен, а Фриц Хабер и Карл Бош су развили напреднији Хабер-Бошов процес за синтезу амонијака из водоника и азота из ваздуха. Поред овог, развијен је и каталитички Оствалдов процес по Вилхелм Оствалду за претварање амонијака у азотну киселину.

### Амонијак
Немачки хемичар Фриц Хабер (1868—1934) је с Карлом Бошом остварио синтезу амонијака (Хабер-Бошова синтеза). Хабер је добио Нобелову награду 1918. године за развој синтезе амонијака. Амонијак је уз сумпорну киселину један од најважнијих продукта хемијске индустрије, а добија се Хабер-Бошовим поступком – каталитичком синтезом из елемената. Реакција је повратна и егзотермна. Сировине за ову синтезу су јефтине и практично неисцрпне будући да се азот добија из ваздуха, а водоник из природног гаса. Мешањем азота и водоника у запреминском односу 1:3 добија се синтетички гас из којег се производи амонијак.
Бољем искориштењу реакције погодује нижа температура, а будући да се током реакције смањује број честица, искориштењу реакције погодује виши притисак. У погледу брзине реакције и њеног искоришћења, најпогоднији су услови производње амонијака температура 550 °C и притисак 150-400 бара. Као катализатор користи се смеша гвожђа и алуминијум оксида и једињења алкалних метала.
У лабораторији се амонијак добија реакцијом јаких база с амонијачним једињењима. Загревањем смеше амонијум хлорида и калцијум хидроксида, настаје амонијак, који даље при повишеној температури редукује бакар(II) оксид у бакар, док се амонијак притом оксидује у елементарни азот.
Амонијак неутрализацијом с киселинама даје амонијеве соли, на пример:
Амонијак је редукционо средство. При повишеној температури може редуковати неке металне оксиде до елемената. Амонијеве соли се користе углавном као минерално ђубриво.

### Азотна киселина
Азотна киселина је уз амонијак најважније једињење азота. Једна је од најважнијих индустријских киселина и производи се у великим количинама из амонијака. Немачки хемичар и филозоф Вилхелм Оствалд (1853—1932), један је од оснивача физичке хемије и утврдио је услове под којима се амонијак може у индустријским количинама превести у азотну киселину. Процес се одвија у три фазе.
У првој фази процеса амонијак се оксидује у безбојни гас, азот() оксид.
Иако је реакција егзотермна, при температури 25 °C врло је спора па се користи катализатор (Pt-Rh-мрежица) угрејана на 900 °C. Код оваквих услова искористивост реакције је 98%.
У другој фази азот(II) оксид реагује с кисеоником и настаје црвеносмеђи гас (азот() оксид).
Трећа фаза Оствалдовог процеса је реакција азот(IV) оксида с водом:
Настали гасовити азот(II) оксид се оксидује поново у азот(IV) оксид, рециклира и користи даље у процесу производње. Овим поступком добија се киселина масеног удела 50%. Већа концентрација киселине, до 68%, може се добити накнадном фракцијском дестилацијом.
Чиста азотна киселина (w=100%) је безбојна испарљива течност (tv=83 °C), неугодног мириса. На ваздуху се, већ при собној температури, под утицајем светлости распада.
Због насталог азот-диоксида обоји се жутосмеђе и назива се димећа азотна киселина.
Азотна киселина је јака киселина и јако оксидационо средство.
Концентрисана азотна киселина због јаког оксидационог деловања пасивира неке метале (на пример: гвожђе, алуминијум и хром) стварањем заштитне оксидне превлаке. Концентрисана  превози се у жељезним или алуминијумским спремницима.
Азотна киселина реагује са свим металима осим злата, платине, иридијума и родијума. Злато се раствара у смеши концентрисане азотне и хлороводоничне киселине запреминског односа 1:3. Настала смеша се назива царска вода.
Концентрисана азотна киселина може осим метала оксидовати и неметале (на пример сумпор и фосфор) у одговарајуће киселине.
Деловањем азотне киселине на метале, оксиде метала, хидроксиде и карбонате настају соли азотне киселине – нитрати који такође делују као оксиданси. Азотна киселина се убраја међу најважније индустријске киселине, јер се користи за добијање нитрата, за нитрирање органских једињења (која су често експлозивна, па се и користе као експлозиви, нпр. тринитротолуол (ТНТ) и нитроглицерин), у индустрији боја и фармацеутској индустрији, те у производњи минералних ђубрива, што је једна од најважнијих примена, итд.

## Распрострањеност и циклус
Већ у 19. веку примећено је да већи део биљне материје садржи азот и да је он важни градивни елеменат свих живих бића. Он је један од основних елемената који граде беланчевине и беланчевинасте материје, као и ДНК. Азот је и основни састојак свих ензима, који управљају метаболизмом код биљака, животиња и човека. Стога је он незамјењив за целокупни живот на Земљи.

### У ваздуху
Земљина атмосфера се састоји из 78,09% азота (по запреминском уделу) односно 75,53% по масеном уделу. Међутим, постоји врло мали број микроорганизама који могу директно да користити азот из ваздуха, и врше уградњу тог азота у своју телесну супстанцу или да га преносе на биљке. Колико је познато, биљке не могу директно да користите гасовити азот из ваздуха. Превођење азота у облик у којем га биљке могу искориштавати дешава се на један од следећих начина:
- Помоћу бактерија које фиксирају азот, а живе у корењу биљака из групе махунарки (легуминоза). Те бактерије се хране биљним асимилатима. Као против услугу дају биљци-домаћину амонијак. Он се добија деловањем једног посебног ензима, нитрогеназе, посредством кога се уз знатан утрошак енергије редукује азот из ваздуха. Таква животна заједница је симбиоза. Омогућава махунаркама насељавање и на слабије квалитетном земљишту, што човек искориштава нарочито при еколошком начину пољопривредне производње за обогаћивање тла неопходним азотом. Овде легуминозе представљају основни извор азота.
- Слободни микроорганизми, који не живе у симбиози, формирају несимбиотичка једињења азота. Ослањају се на способност да такви микроорганизми (на пример неке врсте бактерија Azotobacter и цијанобактерије) узимају азот из атмосфере и граде беланчевине у властитом организму. У пољопривредне сврхе узима се калкулативни ред величине стварања једињења из атмосферског азота које дају несимбиотски микроорганизми од 5-15 kg/ha на годишњем нивоу.
- Електрично пражњење при муњама: У подручјима богатим падавинама, у тло годишње може доспети 20-25 kg N/ha путем падавина. До тога долази зато што се при електричним пражњењима у ваздуху спајају кисеоник и азот дајући оксиде азота. Оксиди азота касније реагују са водом дајући азотну киселину која заједно са кишом пада на тло. У њему она у контакту са другим елементима даје нитрате.
- Синтеза амонијака: Хемичари Фриц Хабер и Карл Бош развили су почетком 20. века процес којим се може добити амонијак из водоника и азота из ваздуха. По њима назван, Хабер-Бошов процес омогућио је кориштење неисцрпних залиха азота из Земљине атмосфере, те је у наредним декадама тај процес знатно помогао повећању приноса и економичности у пољопривредној производњи. Тиме је такође повећана и опскрба храном стално растућег броја светског становништва. Биљке из апсорбованог амонијака производе биљне беланчевине, које даље једући биљну храну користе животиње и човек за изградњу властитих беланчевина. У животињском и људском организму беланчевине се највећим делом поновно разграђују те се излучују изметом и мокраћом. Процењује се да је до данас у просеку готово сваки трећи атом азота у биосфери барем једанпут прерађен у индустрији вештачких ђубрива.[10]
- Испусни гасови возила: Сагоревањем фосилних горива (бензина, дизела и слично) при кориштењу моторних возила у атмосферу се испуштају једињења азота. При процесу сагоревања горива у моторима настају азотни оксиди (, највише азот() оксид, азот-диоксид , али и азот() оксид, азот-моноксид, NO у друга једињења опште формуле ). У прошлости су та једињења директно отпуштана у околину, међутим данас већина моторних возила има уграђене катализаторе, који редукују ова једињења:  се у катализаторима редукује до амонијака, који се даље у присуству воде претвара у амонијум јоне (хемијска равнотежа амонијака и амонијум јона у закисељеном раствору: ). Оксидована једињења азота, као и редукована једињења, преносе се ваздухом и у значајној мери утичу на еутрофикацију околних екосистема.

### У тлу
У површинском обрадивом слоју земљишта налази се више од 95% укупног азота у виду органски везаног азота у живој коријенској маси, угинулој биљној маси, хумусним материјама и живим бићима у тлу. Остатак од мање од 5% је неоргански азот у облику амонијака или нитрата и у веома малој количини као нитрити. Овај минерални удео азота се одређује у пролеће пре ђубрења  методом. Укупна количина азота у тлу доста зависи од удела угљеника. На њега може утицати клима, вегетација, врста тла, конфигурација терена и мере које подузимају пољопривредници, као што је обрада земљишта.

### У биљкама
Азот се уграђује у производе фотосинтезе, између осталог за синтезу беланчевина и тако омогућава и подржава раст. Међу најважнијим улогама азота је та што је он незамењив састојак у грађи молекула дезоксирибонуклеинске киселине и хлорофила. У зависности од врста, удео азота у сувој супстанци износи 2-6% односно у просеку 1,5%. Унос азота у биљке дешава се у највећој мери у облику соли амонијака или нитрата. Недостатак азота и азотових једињења у биљкама изазива симптоме као што су успорени раст, свијетлозелена боја листова (старији листови постају хлоротични и опадају пре времена), преурањено цветање и пожутјело лишће. Међутим и прекомерне количине такође изазивају одређене симптоме: прекомерни раст, тамнозелено лишће, закаснело цветање, биљке су мање отпорне на болести и мраз, биљна ткива постају сунђераста и мека и слично.

## Добијање
Азот се данас примарно добија фракцијском дестилацијом течног ваздуха у постројењима за разлагање ваздуха по Линдеовом поступку, чиме се може добити азот чистоће 99,9999%. Азот који садржи нечистоће испод 1:109 (1 ppb) захтева додатне кораке за пречишћавање. Да би се уклонио заостали кисеоник постоје биолошке методе користећи клице риже. Азот степена чистоће око 99% може се добити доста економски повољније путем вишестепене апсорпције/десорпције зеолитима. Такође постоји метода децентрализираног добијања азота путем мембранског процеса. Код овог процеса уводи се ваздух под притиском од 5 до 13 бара и пропушта се кроз мембрану од вештачких материјала. Дифузиона брзина азота и аргона кроз ову мембрану је много мања од брзина кисеоника, воде и угљен-диоксида, те се тиме струја гасова на унутрашњој страни мембране обогаћује азотом. Прецизно подешавајући брзину проласка ваздуха може се и подешавати чистоћа азота (до 99,995% у мањим количинама, а 99% у индустријском обиму производње).
Једна нешто старија метода је везивање кисеоника из ваздуха загревањем угља и након тога испирањем и уклањањем угљен-диоксида који тиме настаје. Кисеоник из ваздуха се такође може издвојити тако што се ваздух пушта преко усијаног бакра или кроз алкални раствор пирогалола односно натријум дитионита.
У лабораторији чисти азот се може добити загревањем воденог раствора амонијум нитрита или раствора мешавине амонијум хлорида и натријум нитрита на око 70 °C:
{\displaystyle \mathrm {NH_{4}NO_{2}\ } \mathrm {{\stackrel {\Delta T}{\longrightarrow }}\ 2\ H_{2}O+N_{2}} }
Алтернативно, могућа је и термолиза натријум азида, која се користи за добијање спектроскопски чистог азота.
{\displaystyle \mathrm {2\ NaN_{3}\ } \mathrm {{\stackrel {\Delta T}{\longrightarrow }}\ 2\ Na+3\ N_{2}} }

### Лабораторијско добијање азота
У лабораторији се азот најчешће добија из амонијум нитрита, или реакцијом засићених раствора амонијум хлорида и натријум нитрита.
У лабораторији се азот једноставно може добити реакцијом амонијум хлорида и натријум нитрита према једначини:
Поступак:
У епрувету с левком за докапавање улије се засићени раствор амонијум хлорида, а у левак за докапавање се стави засићени раствор натријум нитрита (у 40 mL воде се додаје  док не заостане талог који се не раствара). Раствор нитрита мора бити свеже припремљен јер су раствори нитрита непостојани. Протолитичком реакцијом настаје врло непостојана азотаста киселина која се распада диспропорционирањем. Раствор у епрувети се загрије на воденом купатилу до 70 °C и тада се полагано докапава раствор натријум нитрита. Температура се стално контролише, јер је мада је реакција у почетку спора, с временом постаје све бурнија. Ако је реакција пребурна, епрувета се урања у хладну воду. Развијени азот се прихвата у преокренутој епрувети, претходно напуњеном водом.

## Особине
Молекуларни азот је безбојни гас без укуса и мириса, који се на веома ниским температурама (−196 °C) кондензује у безбојну течност. Азот није много растворан у води (око 23,2 mg азота се раствара у 1 литру воде на 0 °C) и не гори. Азот је једини елемент у својој групи периодног система који се може сам са собом спајати преко (p-p)π веза. Дужина ове троструке везе међу атомима износи 109,8 pm.
При електричном пражњењу у спектралној цеви са гасом при потпритиску од око 5-10 mbar, молекулске орбитале азота доводе до емитовања светлости побуђивањем струјом високог напона од 1,8 kV, јачине 18 mA и фреквенције 35 kHz. Тако се рекомбинирањем јонизолованог молекула гаса емитује карактеристичан спектар боја. Критична тачка азота се налази на температури од −146,95 °C (126,2 K), при притиску од 33,9 bar и густини 0,314 g/cm³.
Азот се у својим једињењима углавном се везује ковалентном везом. У електронској конфигурацији  спајање три ковалентне везе доводи до формирању потпуног октета. Једињења, у којима се јавља ова врста везе, су на пример: амонијак, амини, хидразин и хидроксиламин. Сама ови једињења су тригоналне пирамидалне структуре и поседују слободни електронски пар. Преко њега ова једињења се могу реаговати као нуклеофили и као базе.
У природи распрострањени молекуларни динитроген  је због троструке везе у свом молекулу врло стабилан и инертан, а са таквом троструком везом повезана је и висока енергија дисоцијације везе од 942 kJ/mol. Због тога је по правилу потребно довести много енергије да би се ове везе прекинуле и да би азот затим реаговао са другим елементима. Осим тога, такође је неопходна и висока енергија активације, мада се она може смањити кориштењем погодних катализатора.

### Полимерни азот
У августу 2004. научници са Макс Планк института за хемију у Мајнцу објавили су да су успели да добију нови кристални облик азота, такозвани полимерни азот са једноставном везом, под притиском од преко 110 GPa при температури преко 2000 K. Ова модификација поседује јединствену кубну структуру, такозвану cubic gauche структуру (дословно незграпна коцка). Због њене изразито велике нестабилности, могућности примене су јој ограничене. Могућа потенцијална примена полимерног азота је на пример као вид експлозива или начин складиштења енергије. У том случају, полиазот био био далеко најјачи, ненуклеарни експлозив.

## Једињења
Азот улази у састав многих једињења као што су на примјер: амонијак, азотна киселина, нитрати, нитрити као и многа важна органска једињења. Једињења у којима се налази азот су:
- амонијак , једињења амонијака
- хидразин
- нитриди
  - ковалентни нитриди попут бор нитрида BN и силицијум нитрида 
  - метални нитриди као титанијум нитрид TiN и хром нитрид CrN
  - нитриди у облику соли као литијум нитрид  и магнезијум нитрид
- азиди и триазотна једињења
- оксиди:
  - азот-моноксид NO
  - азот-диоксид 
  - азот-субоксид  (динитроген-моноксид, гас за смејање)
  - азот-тетроксид 
  - азот-пентоксид
- азотни халогениди
  - азот(III) флуорид 
  - азот јодид
- Киселине и њихове соли које садрже азот:
  - азотаста киселина (нитритна киселина)  и нитрити
  - азотна киселина (нитратна киселина)  и нитрати
  - ортоазотна киселина (нестабилна)  и ортонитрати (стабилни само у чврстим материјама)
  - хипоазотаста киселина (хипонитритна киселина)  i hiponitriti
- цијановодик, цијановодонична киселина HCN, и њени деривати
  - цијаниди у облику соли попут калцијум цијанида и натријум цијанида
  - ковалентни и органски цијаниди (нитрил) као што су бром цијанид BrCN или ацетонитрил
- органска амино једињења
  - амини као што је спермин
  - аминокиселине, пептиди и беланчевине
- азо једињења
  - азобензол, азо боје као што је хризоин резорцинол
- органска нитро једињења и естри нитратне киселине
  - нитрометан
  - експлозиви као што су нитроглицерин, ТНТ и октанитрокубан
- хетероциклична једињења који садрже азот попут пиридина и индига
  - базе нуклеинских киселина као што су аденин, тимин или урацил
  - алкалоиди попут морфина и кофеина

## Изотопи
Осим два природна изотопа  и , постоји и неколико вештачких изотопа са масеним бројевима 12 до 19. Њихово време полураспада износи између 9,97 минута и 11 милисекунди. Изотоп  је откривен 1929. године, открио га је Stefan Meiring Naudé а већ неколико година касније кориштен је у теренским пробама 1943. године, које су извели научници Норман и Веркман. И данас се овај изотоп користи на сличан начин за биохемијска испитивања размене азота у обрадивом слоју земљишта или у биљкама, али и за проучавање претварања беланчевина у виду индикатора. Природна концентрација изотопа  у атмосфери износи 0,3663%. Обогаћивање азота  је могуће као и код других изотопа гасовитих елемената напримјер путем термодифузног одвајања.

## Примена

### Једињења азота
Азот се користи за синтезу амонијака (Хабер-Бошов поступак) и калцијум цијанамида. Осим тога, једињења азота су нашла разнолику примену у области органске хемије и служе за производњу вештачких ђубрива.
Многи експлозиви су једињења азота. Они су заправо нитро једињења или естри азотне киселине. Уколико у молекулу неког једињења постоји довољан број нитро група као на примјер у пикринској киселини, атоми кисеоника у нитро групама могу да егзотермно реагују са атомима угљеника или водоника из истог молекула побуђивањем путем ударца или повећањем температуре. Тиме чврста супстанца за веома кратко време прелази у гас врло високе температуре, снажно се ширећи, рушећи све око себе. Експлозиви се дакле налазе у такозваном метастабилном стању. Код неких нитро група уместо експлозије настаје брзо и непотпуно сагоревање на пример као код нитроцелулоза (међу њима је и целулоид).

### Као гас
Азот се користи за пуњење авионских гума код великих авиона. Чист азот спречава паљење авионских гума током слетања или полетања, јер се у тим тренуцима развија огромна количина топлота.
Азот служи и као заштитни гас при заваривању и као гас за пуњење лампи. Његове особине инертне супстанце су од изузетне важности за ову сврху. Као покретачки гас, гас за паковање, гас за истискивање шлага, крема и других намирница из боца, дозвољен је за употребу у прехрамбеној индустрији, а означава се Е-бројем Е941.
Азот је нашао примену и у уређајима за точење пића и сличних течности, када је због грађевинских околности (дугачак транспортни пут, велика висинска разлика) неопходно повећати притисак истицања течности. Азот се у ту сврху користи у мешавини са угљен-диоксидом. Пошто се азот не раствара у пићу, пиће се може точити односно црпити под вишим притиском без стварања пене (тј. да се карбонизације). Кориштење азота за пуњење аутомобилских гума је, и поред честог рекламирања произвођача, доста дискутабилно, јер није доказано никакво значајније побољшање перформанси у односу на гуме са обичним ваздухом.

## Минерална ђубрива
Азот, који је потребан за изградњу беланчевина те важних састојака ћелијског језгра и протоплазме, већина биљака узима из тла у облику растворних амонијевих и нитратних соли. Само биљке на чијим корену се налазе нитрифицирајуће бактерије (пасуљ, грашак, детелина) могу користити елементаран азот из ваздуха. Животиње и људи преузимају азот у облику беланчевина.
Азот се враћа у тло труљењем биљака и животиња. Деловањем микроорганизама органска се једињења разграђују преко амина (R-NH2) до амонијака, односно до амонијевих соли. Специфичне врсте бактерија оксидирају амонијеве соли у нитрите и нитрате. Тај процес се назива нитрификација. У тлу се збива и супротан процес – денитрификација – прелажење нитратних и нитритних јона редукцијом у азот, који се поново враћа у атмосферу. То значи да у природи постоји стални кружни ток између везаног азота у тлу и елементарног у атмосфери.
Развојем цивилизације, људске потребе су нарушиле природну равнотежу у тлу, па је потребно додавати азотна једињења као минерална ђубрива. Азотна ђубрива могу бити нитратна, амонијачна и амидна. Природно нитратно ђубриво је чилска шалитра, чија су налазишта готово исцрпљена. Од сложених азотових минералних ђубрива највише се користи КАН – калцијум амонијум нитрат. Добија се из амонијум нитрата, врло квалитетног минералног ђубрива које се због експлозивности не користи у чистом облику, већ у смеши с доломитом или кречњаком. КАН је нарочито погодно ђубриво за тло сиромашно калцијумом или магнезијумом, као и за кисела тла.
При упораби минералних ђубрива треба додавати само онолику количину колико је тлу потребно, а то се проверава анализом узорка тла. Упорабом сувишних количина азотних ђубрива, повећава се количина нитратних јона у тлу, а тиме и у водама у које бивају испрани падавинама. Нитратни и нитрирни јони, као и амонијак, не смеју бити присутни у води за пиће изнад дозвољене границе, јер могу узроковати различите здравствене тегобе.
У живом организму бактерије у систему за варење редукују нитратне јоне у нитритне, што је узрок слабије снабдевености ћелија кисеоником и обољења код мале деце.